# Pedro Fernández de Lugo
Pedro Fernández de Lugo (Sevilla, c. 1476-Santa Marta, 15 de octubre de 1536) fue un hidalgo y conquistador castellano que participó en la conquista de las islas Canarias y en expediciones a las costas de Berbería y el Nuevo Mundo.
Tuvo los títulos de segundo adelantado mayor de las islas Canarias y de Santa Marta, y ejerció los cargos de gobernador y justicia mayor de La Palma, Tenerife y Santa Marta, así como el de capitán general de Berbería.

## Biografía

### Orígenes y primeros años
Nacido en Sevilla hacia 1476, era hijo primogénito del conquistador y primer adelantado de Canarias Alonso Fernández de Lugo y de su primera esposa Violante de Valdés y Gallinato. Sus abuelos paternos fueron Pedro Fernández de Lugo e Inés de las Casas. Su abuelo materno era, según el genealogista Francisco Fernández de Bethencourt, Fernán Suárez Gallinato, «señor de la casa de su apellido en Andalucía».
Pedro pasó su infancia en la ciudad de Sevilla hasta que en 1484 se trasladó junto a su madre y su hermano a la isla de Gran Canaria, que acababa de ser incorporada a la Corona de Castilla y en cuya conquista había participado su padre. Una vez en la isla se instaló junto con su familia en la heredad que Alonso de Lugo había recibido en repartimiento en el fértil valle de Agaete.
Tras su matrimonio, Pedro de Lugo fue vecino de Sevilla hasta que en 1514 trasladó su residencia definitivamente a la villa de San Cristóbal de La Laguna, siendo por algún tiempo también vecino de Santa Cruz de La Palma.
En lo personal sostuvo varios pleitos por motivos económicos con su cuñado Guillén Peraza de Ayala, I conde de La Gomera, y con su madrastra Juana de Masieres, entre otros.

### Participación en las conquistas de La Palma y Tenerife
En 1493 se une a su padre como peón en la conquista de la isla de La Palma, y en 1494 le acompaña también durante su desastrosa primera entrada a Tenerife. Durante este primer intento conquistador, los castellanos son derrotados completamente por los guanches en la célebre matanza de Acentejo. Retirados a Gran Canaria, Pedro es entregado con su hermano Fernando como garantía por su padre a la señora de Lanzarote y Fuerteventura Inés Peraza, viuda de Diego García de Herrera, para recabar así su colaboración económica para sufragar un segundo desembarco.
Terminada definitivamente la conquista de Tenerife en 1496, Pedro recibió extensas tierras en las islas de La Palma y Tenerife en repartimiento, y en 1497 la reina Isabel I de Castilla le nombró paje suyo como una de las tantas recompensas dadas por los reyes a su padre Alonso de Lugo por sus servicios.

### Capitán general de Berbería
En 1509 Pedro recibe de su padre el cargo de capitán general de las costas de África que le había sido concedido por los Reyes Católicos diez años antes, así como la tenencia «de todas las torres y lugares que se hicieren o ganaren».
Pedro se dedicará entonces activamente a organizar entradas a Berbería en busca de esclavos y botín, como ya venía haciendo junto a su padre desde 1497.

### Gobernación de La Palma y Tenerife
En 1523 su padre, que había conseguido de la Corona la sucesión a favor de Pedro del título de adelantado unos años antes, le cedió el gobierno de la isla de La Palma. A la muerte de Alonso de Lugo en 1525, Pedro fue nombrado gobernador y justicia mayor también de Tenerife.
Su gobierno estuvo lleno de controversias, sufriendo un juicio de residencia en 1529 a manos del licenciado Pedro Fernández Reina, quien le devolvió finalmente la gobernación por orden regia en 1530. Entre los hechos más recordados durante su gobierno figura la condena y ejecución por homicidio en 1528 del caballero sevillano Pedro Hernández de Alfaro, marido de Leonor Pereira de Lugo, viuda de su tío Francisco de Lugo, y que aún era recordada en la villa de La Orotava en tiempos de José de Viera y Clavijo. Asimismo, intentó suprimir el oficio de síndico personero en Tenerife.

### Conquista y gobernación de Santa Marta
Hacia 1530 Pedro, que pasaba apuros económicos, pide al rey Carlos I de España le autorice para explorar y conquistar el territorio del Río de la Plata, atraído por las historias de riquezas que circulaban en esa época, difundidas por los hombres de las expediciones de Sebastián Caboto y Diego García de Moguer. Las negociaciones entre Lugo y la Corona se dilataron y finalmente se le concedió esta merced a Pedro de Mendoza en 1534. Lugo solicita -al enterarse de la muerte de Garcia de Lerma- la conquista y gobernación de la provincia de Santa Marta y la autorización para explorar el río Magdalena, atraído esta vez por las noticias que le había contado un soldado del conquistador Rodrigo de Bastidas que se hallaba entonces en Tenerife. La Corona le concede lo solicitado, firmándose la capitulación el 22 de enero de 1535.
Organizada la expedición, Pedro parte del puerto de Santa Cruz de Tenerife en noviembre de 1535, arribando a Santa Marta a principios de enero del año siguiente. Entre los mil doscientos hombres que llevaba, estaban su propio hijo Alonso Luis de Lugo, con cargo de capitán, así como otros parientes y personajes destacados de la isla de Tenerife. También iba, como lugarteniente o teniente de gobernador, Gonzalo Jiménez de Quesada.
Establecido en su cargo, Pedro envía dos expediciones. Una dirigida por su lugarteniente Jiménez de Quesada para que remontara el río Magdalena y que daría lugar a la fundación de Santa Fe de Bogotá, y otra capitaneada por su hijo al frente de cuatrocientos hombres para que se internara en Sierra Nevada, de donde regresó Alonso Luis con un gran botín en joyas y oro que habían tomado de los indígenas. Alonso Luis se adueña del tesoro y huye a Tenerife, abandonando a su padre, que inicia un proceso contra él ante la Corona.

### Fallecimiento
Falleció el 15 de octubre de 1536 en la ciudad de Santa Marta, en la actual Colombia, siendo enterrado en la 
iglesia mayor de dicha ciudad.

## Matrimonio y descendencia
Pedro se casó en 1501 con Inés de Herrera y Ayala, hija de los señores de La Gomera y El Hierro Hernán Peraza el Joven y Beatriz de Bobadilla, teniendo de hijos a:
1. Alonso Luis Fernández de Lugo (c. 1506-1556), tercer adelantado de Canarias. Casado en 1539 con Beatriz de Noroña y Mendoza. Con sucesión:
  1. Inés Luisa de Lugo y Herrera, que se casó con Nicolao Marini, duque de Terranova de Calabria. Con sucesión;
  2. Alonso Luis Fernández de Lugo y Herrera, apodado el Lindo o el Hechizado por los historiadores, IV adelantado de Canarias. Casó con María de Castilla y murió sin sucesión.
2. Beatriz de Ayala (¿?-c. 1580), que casó en 1528 con Álvaro de Fuentes y Guzmán, VII señor de Fuentes. Con sucesión:[17]
  1. Álvaro de Guzmán, VIII señor de Fuentes y Castilleja de Talhara, casado con Aldonza Gutiérrez de los Ríos;
  2. Gómez de Guzmán, caballero de la orden de Santiago;
  3. Silvestre de Guzmán, caballero de la orden de Santiago y camarero secreto del papa Gregorio XIII;
  4. Juan de Guzmán, caballero de la orden de Alcántara;
  5. Lorenzo de Guzmán y Lugo, caballero de la orden de San Juan;
  6. Fray Alonso de Guzmán;
  7. Fray Pedro de Guzmám;
  8. María de Guzmán;
  9. Blanca de Guzmán, casada con Gonzalo Mesia Carrillo;
  10. Inés Peraza, abadesa del monasterio de San Clemente de Sevilla.